# Serang
Serang (tiếng Indonesia: Kota Serang) là thủ phủ của tỉnh Banten, Indonesia và trước đó từng là trung tâm hành chính của huyện Serang (bây giờ thủ phủ của huyện là thành phố Baros). Thành phố tọa lạc tại phía Bắc của tỉnh Banten, trên đảo Java. Trước khi tỉnh Banten được thành lập vào năm 2000, Serang từng là một phần của tỉnh Tây Java.
Serang có khí hậu xích đạo, không có tháng mùa khô. Thành phố Serang giáp với biển Java, cũng chính là nơi mà huyện Thoundsands Islands ở Indonesia tọa lạc.
Serang được báo cáo rằng có dân số khoảng 576.961 người vào năm 2010, đã biến nó trở thành thành phố đông dân thứ 3 ở tỉnh Banten. Báo cáo dân số mới nhất của thành phố là vào khoảng 666.600 người (2017). 
Serang cách vùng đô thị Jabodetabek khoảng 15 km và đôi lúc cũng được gộp chung vào vùng đô thị ấy.

## Văn hóa

### Tôn giáo
Phần lớn người dân ở Serang và tỉnh Banten theo đạo Hồi. Những tôn giáo khác cũng xuất hiện một cách yên bình ở nơi đây.

### Ngôn ngữ
Trong khi phần lớn người dân ở tỉnh Banten nói tiếng Sunda thì người dân ở thành phố Serang chủ yếu sử dụng tiếng Java với một chất giọng địa phương na ná ở thành phố cảng Cirebon. Nguyên nhân cho việc này là do nhiều người Java nhập cư đã đến đây để xây dựng triều đại Java, đã đặt nền móng cho những cư dân ở đây phát triển.

### Vận chuyển
Serang có một nhà ga mang tên Serang, được vận hành bởi nhà điều hành đường sắt PT Kereta Api của Indonesia.
Đường Tangerang-Merak, một phần của đường Trans-Java, đi qua thành phố Serang.
Đường đến cầu Eo biển Sunda được cho rằng sẽ bắt đầu từ Serang, đi qua Merak ở thành phố Cilegon lân cận để băng qua eo biển Sunda đến Sumatra.

## Hành chính
Serang trước đây là một phần của huyện Serang. Vào ngày 2 tháng 11 năm 2007, Serang đã trở thành một đô thị độc lập (kota madya), tách hoàn toàn ra khỏi huyện Serang.
Thành phố Serang được chia thành sáu quận (kecamatan), được liệt kê dưới đây dựa trên cuộc Tổng điều tra dân số 2017:
- Curug (50,885)
- Walantaka (92,253)
- Cipocok Jaya (109,793)
- Serang (226,717)
- Taktakan (90,960)
- Kasemen (95,992)

## Ấn chương
Ấn chương của thành phố Serang bao gồm:
- Một hình lục giác với biểu tượng của gerbang Kaibon và một hình ngôi sao.
- Ở dưới ấn chương xuất hiện khẩu hiệu của thành phố Serang: Kota Serang Madani ("Một Serang tự lực cánh sinh")